# Komplet
Komplet — коллекция 13 альбомов польской рок-группы Republika выпущенная в 2003 году лейблом Pomaton EMI. В 2003 году набор был номинирован на музыкальную награду «Fryderyk» по категории «Альбом года — ревыпуск». Кроме всех студийных альбомов, двух концертных и одного сборника в коллекции появились два раньше неопубликованные альбома — альбом «Demo» со записями из проб группы и альбом «Rosklide» с концертом из датского города Роскилле из 1984 года.
В 2004 году выпущенный также бокс-сет посвященный лидеру группы Гжегожу Цеховскому (польск. Grzegorz Ciechowski) под названием «Kolekcja».

## Список альбомов
1. Nowe Sytuacje — 38:35
2. 1984 — 39:57
3. Nieustanne Tango — 38:26
4. ’82—’85 — 46:03
5. 1991 — 56:37
6. Bez Prądu — 55:37
7. Siódma Pieczęć** — 48:46
8. Republika Marzeń** — 59:54
9. Masakra** — 58:49
10. Koncerty w Trójce* — 69:25
11. Ostatnia Płyta* — 14:33
12. Demo — 55:19
13. Roskilde — 57:47

- *Koncerty w Trójce и Ostatnia Płyta это тот же самый альбом, изданный в 2002 году, разделенный на два CD.
- **На альбомах Siódma Pieczęć, Republika Marzeń и Masakra появились дополнительные произведения.[7]

## Состав группы
- Гжегож Цеховский (пол. Grzegorz Ciechowski) — вокал, клавишные, флейта, и др.
- Славомир Цесельский (пол. Sławomir Ciesielski) — барабаны, вокал, и др.
- Збигнев Кживаньский (пол. Zbigniew Krzywański) — гитара, вокал, и др.
- Павел Кучыньский (пол. Paweł Kuczyński) — бас-гитара, и др. (альбомы 1-4,12,13)
- Лешек Бёлик (пол. Leszek Biolik) — бас-гитара, и др. (альбомы 6-11)